# Galerie Gisela Capitain

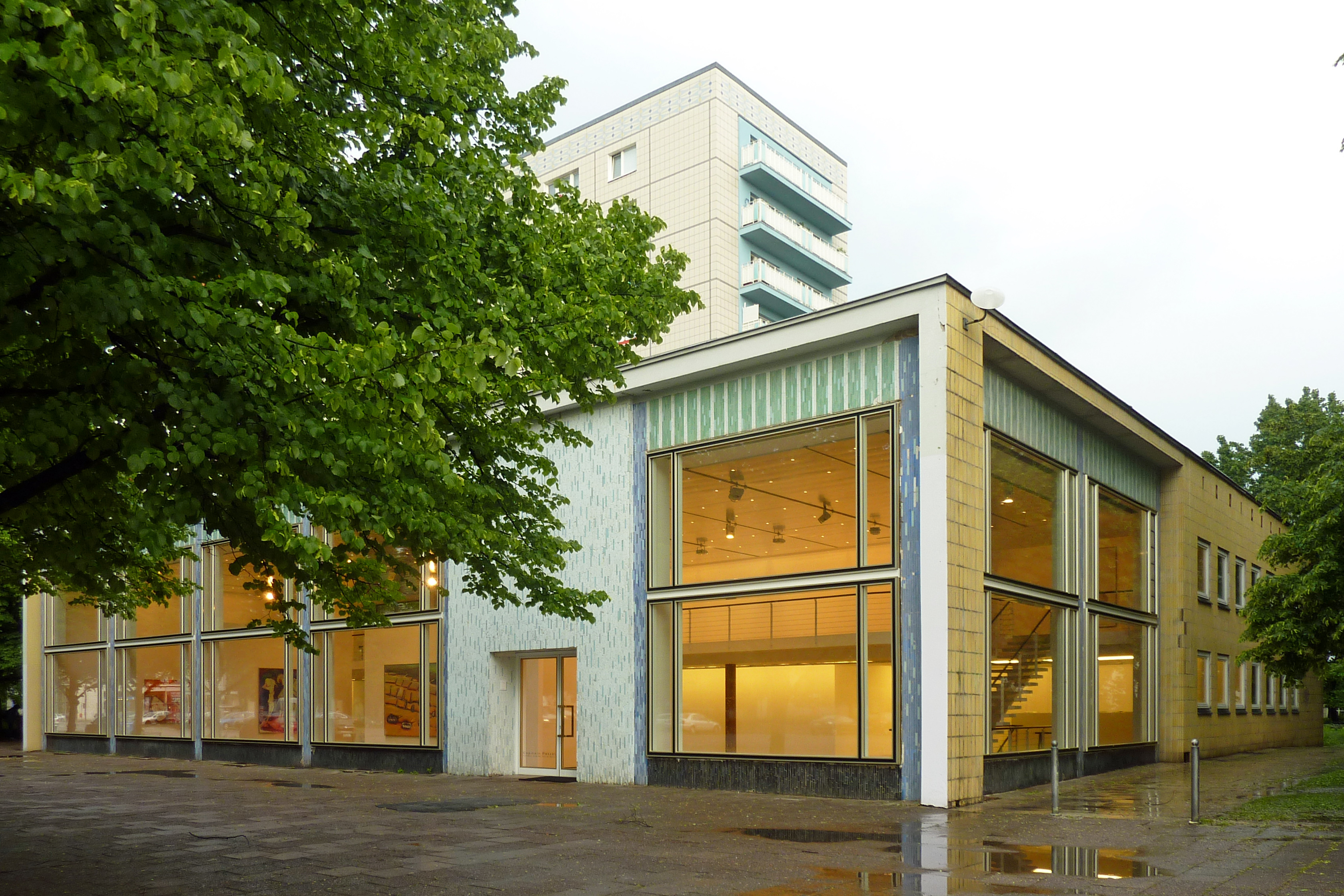
Beherbergt derzeit die Galerie Capitain Petzel: Denkmalgeschützter Ausstellungspavillon in der Karl-Marx-Allee 45 in Berlin-Mitte, gebaut 1960–1963, ehemals Kunst im Heim. (2013)

Die Galerie Gisela Capitain besteht seit 1986 in Köln. Gründerin und Geschäftsführerin ist Gisela Capitain (* 1952 in Selb/Oberfranken). Der Schwerpunkt liegt auf deutscher und US-amerikanischer Gegenwartskunst.

## Geschichte
Nach dem Abitur zog Gisela Capitain nach Berlin, wo sie Soziologie und Philosophie studierte und ein Lehramtsstudium absolvierte. 1977 lernte sie den Künstler Martin Kippenberger kennen und gründete mit ihm 1978 Kippenbergers Büro, wo Ausstellungen junger Künstler gezeigt wurden. Sie arbeitete als Grundschullehrerin und in der Kunstwelt, bis sie 1983 nach Köln zog. Nach einer Assistenzzeit bei dem Galeristen Max Hetzler eröffnete sie 1986 ihre eigene Galerie, die heute zu den einflussreichsten in Deutschland gehört.

## Aktivitäten

### Repräsentierte Künstlerinnen und Künstler
- Karla Black
- Barbara Bloom
- Maria Brunner
- Gillian Carnegie
- Kristi Cavataro
- Günther Förg
- Luke Fowler
- Ximena Garrido-Lecca
- Anna Gaskell
- Wade Guyton
- Uwe Henneken
- Charline von Heyl
- Jacqueline Humphries
- Margarete Jakschik
- Rachel Khedoori
- Zoe Leonard
- Meuser
- Marcel Odenbach
- Albert Oehlen
- Laura Owens
- Jorge Pardo
- Tobias Pils
- Ascan Pinckernelle
- Seth Price
- Stephen Prina
- Lukas Quietzsch
- Sam Samore
- Elfie Semotan
- Richard Smith
- Monika Sosnowska
- John Stezaker
- Hiroki Tsukuda
- Kelley Walker
- Franz West
- Christopher Williams
- Johannes Wohnseifer
- Christopher Wool
- Katsuhiro Yamaguchi
- Samson Young

### Werkverzeichnis Martin Kippenberger
Nach dem Tod von Martin Kippenberger 1997 repräsentiert die Galerie seinen Nachlass und widmete ihm auch die Jubiläumsschau zum 30-jährigen Bestehen. Unter dem Titel Estate Martin Kippenberger wird ein Werkverzeichnis der Gemälde erstellt (siehe: Literatur).

### Messebeteiligungen
Die Galerie ist seit ihrer Gründung durchgehend auf den großen Kunstmessen vertreten, z. B. auf der Art Basel.

### Galerie Capitain Petzel in Berlin
Seit Herbst 2008 präsentieren die Galerie Gisela Capitain und die Petzel Gallery, New York in einer gemeinsamen Galerie im denkmalgeschützten, ehemaligen Ausstellungspavillon in der Karl-Marx-Allee in Berlin-Mitte Einzelausstellungen der von ihnen repräsentierten Künstlerinnen und Künstler.

## Auszeichnung
- Gisela Capitain erhielt 2014 für ihr Lebenswerk („Lifetime Award“) den European Gallery Award der Federation of European Art Galleries Association (F.E.A.G.A.).[8]

## Interviews
- Vogue (Deutsch), 08. Oktober 2013
- Frankfurter Rundschau, 20. Februar 2015
- Handelsblatt, 14. April 2016